# راننده سربلند
راننده سربلند فیلمی به کارگردانی اورهان الماس و نویسندگی جمشید شیبانی محصول سال ۱۳۵۵ است.

## خلاصه داستان
دختری که خوانندهٔ کاباره است از سوی صاحب کاباره، که به او علاقه‌مند است، کنترل می‌شود. دختر برای رهایی یافتن از دست صاحب کاباره امیدش به نامزد ایرانی دوستش است که کارش رانندگی کامیون‌های حمل و نقل بین‌المللی است. روزی دختر در زندان برای زندانی‌ها برنامه اجرا می‌کند، و در آن جا با یک زندانی محکوم به اعدام آشنا می‌شود و به زودی به او دل می‌بندد. وقتی رانندهٔ ایرانی آمادگی خود را برای رها کردن دختر از دست کاباره دار اعلام می‌کند، و سعی می‌کند مرد مرد زندانی را فراری دهد، خودش قربانی می‌شود، و مرد زندانی مجدداً به دام می‌افتد.

## بازیگران
- محمدرضا فاضلی
- پری ساواش
- علی میری
- سردار
- بهادر انجی
- سحر